# Ровере-делла-Луна
Ровере-делла-Луна (італ. Roveré della Luna) — муніципалітет в Італії, у регіоні Трентіно-Альто-Адідже,  провінція Тренто.
Ровере-делла-Луна розташоване на відстані близько 500 км на північ від Рима, 21 км на північ від Тренто.
Населення — 1590 осіб (2014).
Щорічний фестиваль відбувається 26 липня. Покровитель — Sant'Anna.

## Демографія
Населення за роками:

Станом на 1 січня 2023 року в муніципалітеті офіційно проживало 227 іноземців з 26 країн, серед них 66 громадян країн Євросоюзу та 3 громадяни України.

## Сусідні муніципалітети
- Кортачча-сулла-Страда-дель-Віно
- Магре-сулла-страда-дель-віно
- Меццокорона
- Салорно
- Тон
- Верво